# Max Beckmann
Pour les articles homonymes, voir Beckmann.
Max Beckmann, né le 12 février 1884 à Leipzig et mort le 27 décembre 1950 à New York, est un peintre, dessinateur et graveur allemand.

## Biographie
Max Beckmann naît à Leipzig en 1884,. Il connaîtra personnellement les grandes tragédies qui, dans cette première moitié du XXe siècle, bouleverseront l’Europe et le monde. Après sa formation à l'école des beaux-arts de Weimar, où il rencontre sa première épouse Minna Tube, Max Beckmann s'installe en 1907 à Berlin, où il organise des expositions de ses œuvres.
Pendant la Première Guerre mondiale, il sert à Wervicq-Sud près du front belge, en tant qu'infirmier. En 1914-1915, il peint des fresques dans la piscine en plein air de la commune, alors utilisée par l'armée impériale allemande. Il est démobilisé en 1915 en raison d'une dépression nerveuse. À cette époque il rencontre Sabine Hackenschmidt à Strasbourg dont il fait plusieurs portraits, et qui lui fait découvrir les gravures allemandes des XVe et XVIe siècles du cabinet des estampes de Strasbourg. Son art change alors de style pour devenir plus critique et moral.
À partir des années 1920, le peintre séjourne à plusieurs reprises à Baden-Baden, ville d'eau et de jeux du sud de l'Allemagne. Max quitte Minna Tube en 1925, pour épouser Mathilde (1904-1986). Sa seconde épouse Mathilde, surnommée Quappi, est la fille du peintre Friedrich August von Kaulbach. Jusqu'en avril 1933, il enseigne à Francfort, avant d'être déchu de son poste. Fatigué, dépressif, il est alors très inquiet de la montée du nazisme, comme le montrent les lettres écrites à son épouse à cette époque.
Il s'installe à Berlin, où il peint des vues de la Forêt-Noire au climat oppressant, aux arbres déracinés et aux chemins qui se perdent. Au lendemain du discours d'Adolf Hitler sur l'art, il est classé parmi les « peintres dégénérés » et il quitte l'Allemagne avec son épouse pour partir chez des parents à Amsterdam, où il connaît la précarité et la solitude, et sera pris dans l'étau national-socialiste après l'invasion des Pays-Bas par la Wehrmacht.
Ce n'est qu'après la fin de la guerre qu'il rejoint définitivement les États-Unis, en 1947, pour enseigner à Washington et à Brooklyn.
Beckmann meurt le 27 décembre 1950 à New York. La même année, la Biennale de Venise lui décerne son premier prix de peinture.

## Œuvre

### Analyse
Max Beckmann a développé son parcours en dehors des groupes ou des mouvements artistiques restés célèbres dans l'histoire de l'art du début du siècle.
Par le biais du dessin, de la gravure, de la lithographie, l’œuvre de Max Beckmann rend compte de chacun des drames du monde, sans que pour autant le peintre en soit un illustrateur ou une sorte de reporter.
Son œuvre reflète une approche du monde considéré comme une scène de théâtre où se joue la pièce qu'est la vie humaine avec des hommes qui sont des acteurs masqués ou des acrobates. le récit, nul mieux que lui n’a montré la crise sociale et morale de l’Allemagne des années 1920 ou dénoncé la monstruosité du nazisme. Et cela justement parce que, refusant l’engagement direct de l’artiste, lui fixant une mission plus haute, Beckmann, dans sa peinture des événements historiques, atteint une dimension universelle et intemporelle.
Klaus Gallwitz (de), directeur du Musée Frieder Burda et spécialiste de Max Beckmann, parle au sujet des tableaux d'avant-guerre de peinture subversive qui lui a permis de « mûrir ses tableaux futurs ». Ses premières œuvres ont une teinte plutôt naturaliste. Après la guerre, son style devient plus personnel et offre ses caractéristiques si connues : visages émaciés, contours marqués.

### Liste d'œuvres
(liste non exhaustive)

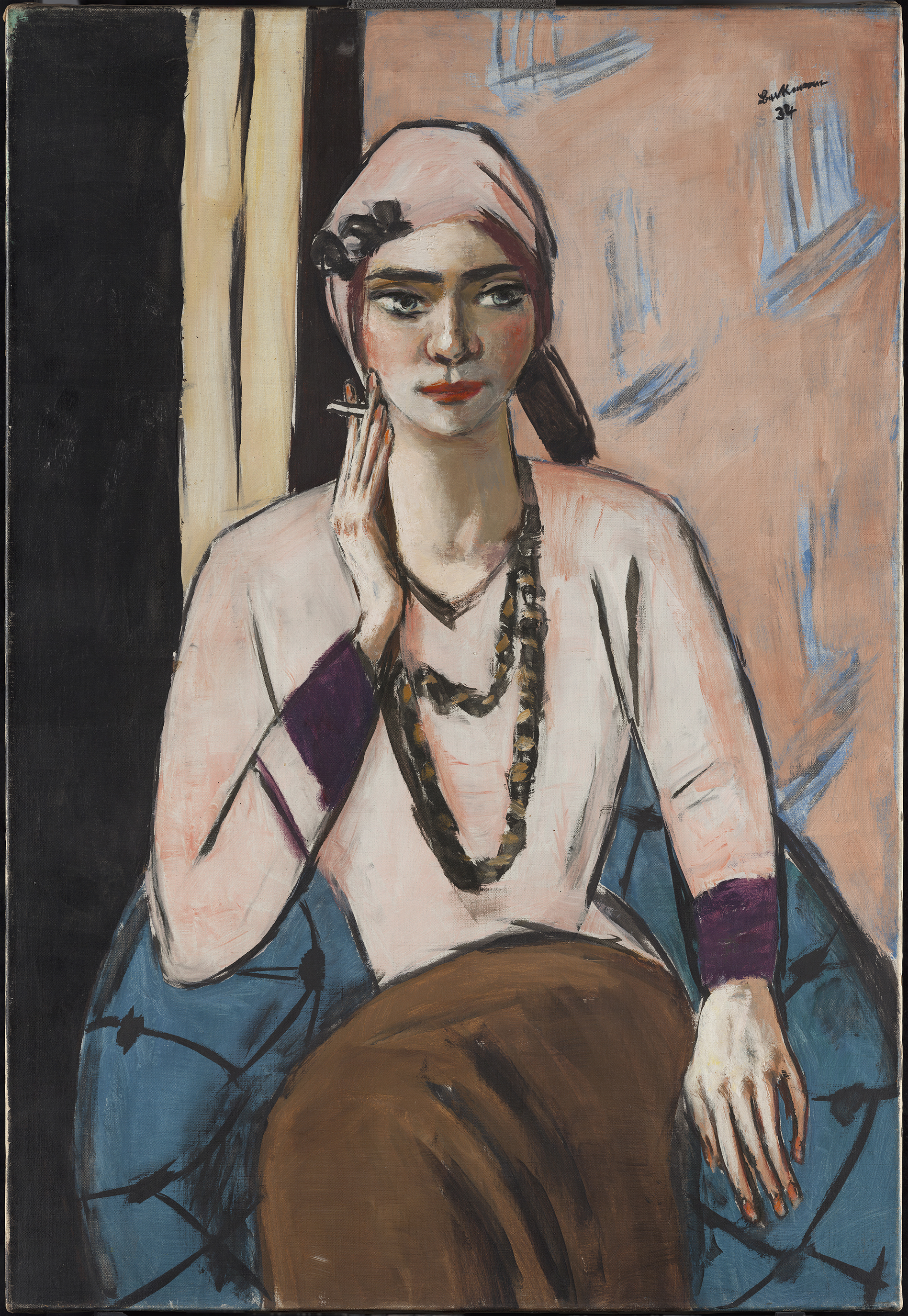
Quappi en rose, 1932-1934 – Musée Thyssen-Bornemisza, Madrid.

- 1905,	Jeunes hommes à la mer, Weimar, Schlossmuseum[5]
- 1906,	Grande scène de la mort, Münich, Pinakothek der Moderne[6]
- 1910...	Autoportrait, Vienne. Bank Austria Kunstforum en Mai 99[7]
- 1914, Déclaration de guerre
- 1916, Les Accusés
- 1917, Autoportrait au foulard rouge, Staatsgalerie (Stuttgart)[6]
- 1917, Descente de croix, huile sur toile, 151 × 129 cm, New York, MoMA[8]
- 1919, La Nuit (Die Nacht), Düsseldorf, Kunstsammlung[6]
- 1919, Synagogue, Franfort sur le Main, Musée Städel[6]
- 1920, Morgue
- 1920, Portrait de Fridel Battenberg, Sprengel Museum Hannover[6]
- 1920, Carnaval, Londres, Tate Gallery[9]
- 1922, La Passerelle de fer, (Der Eiserne Steg), Düsseldorf, Kunstsammlung[6]
- 1923, Danse à Baden-Baden, caricature d'une société en crise, Nouvelle Pinacothèque de Munich
- 1925, Pierrette et le clown, Manheim. Kunstmuseum[9]
- 1925, Portrait de la famille George, Berlin. Neue Nationalgalerie[10]
- 1932-1934, Quappi en rose, Madrid. Musée Thyssen-Bornemisza
- 1933, Le Départ (Triptyque), New York. Museum of Modern Art[11]
- 1935, Tulipe rouge et Lys, Collection Merzbacher, Küsnacht[12]
- 1937, Naissance, Berlin, Neue Nationalgalerie[10]
- 1937, Nature morte aux roses jaunes (Stillleben mit gelben Rosen), Madrid Musée Thyssen-Bornemisza
- 1938, Mort, Berlin, Neue Nationalgalerie[10]
- 1938, Autoportrait au cor, New York, Neue Galerie
- 1938, L'Enfer des oiseaux (Hölle der Vögel) (huile sur toile 120 × 160 cm), Collection particulière, New York[13]
- 1939 - 1943, Le Rêve de Monte-Carlo
- 1940, Femme avec un serpent, Collection Merzbacher, Küsnacht[12]
- 1941, Femme avec un coq rouge	, Collection Merzbacher, Küsnacht[12]
- 1941, Persée (Triptyque), Essen, Musée Folkwang[14]
- 1941, Qappi et Inder, Essen, Musée Folkwang[14]
- 1942, Nature morte avec roses rouge et Butchy, Collection Merzbacher, Küsnacht[12]
- 1947, Promenade des anglais à Nice, Essen, Musée Folkwang[14]
- 1949, Le Commencement (Triptyque), New York, Metropolitan Museum of Art[15]
- 1950, Nature morte avec miroir et turc, Collection Merzbacher, Küsnacht[12]
- 1950, Chute vertigineuse, Exposition Düsseldorf 1997, Kunstammlung[16]
- Le Parc de Baden-Baden
- Voiture d'artistes, ce tableau témoigne de l'exil subi par l'artiste, avec ces personnages réfugiés autour de leur directeur, peint alors que la Wehrmacht s'apprête à envahir les Pays-Bas.
- Beckmann et sa femme en exil, cet autoportrait montre un couple digne uni dans l'adversité.
- Les Joueurs de rugby